# 영일만 대참사
영일만 대참사(迎日灣大慘事)는 1923년 4월 12일 영일만 일대에 갑자기 불어닥친 폭풍으로 110여 척의 배가 파손되고 3백여 명의 사망자가 발생한 사고이다.

## 사고 경위
조선과 일본의 어선들이 영일만 부근에서 조업을 하다가 바람이 불기 시작하여 며칠 사이에 바람이 더욱 세어졌고, 잠시 개었다가 일기가 악화되어 60여 조 5백 척에 가까운 배들 중에서 영일만에 360여 척이, 나머지는 구룡포로 대피하였다.
1923년 4월 12일 22시부터 경상북도 일대에 갑자기 큰 폭풍이 불었다. 큰 물결은 언덕에까지 닿았고, 정박한 발동기선과 어선들은 물결 속으로 휩쓸리거나 언덕이나 바위, 다른 배에 부딪혀 부서졌다. 승선한 어부들은 배와 함께 희생되었다. 구룡포에서는 6척의 배가 파손되고 15명이 행방불명되었다.

## 구조 및 수색
지역 경찰서와 소방대가 출동하여 어둠 속에서 구호하였고, 4월 13일에는 지역 주민 전원이 구호에 참여하였다. 바람은 13일에도 줄어들지 않았다. 경상북도 경찰부는 진해요항부에 도움을 요청하였고, 군함 두 척이 파견되었다. 군함들은 4척의 배를 건지고 4월 16일 오후에 귀환하였다.
사고 당시 영일만에는 1,500명 정도의 어부들이 있었던 것으로 추정되었다. 4월 18일까지 69명의 사망자와 140명의 부상자, 355명의 행방불명자가 집계되었다.

## 논란
희생자는 한국인의 비율이 많았다고 보도되었다. 희생자의 대부분은 일본인에 고용된 한국인 선원들이었고, 구조에 한국인과 일본인의 차별이 없었는지에 대한 의문이 제기되기도 하였다.

## 같이 보기
- 속초항 입구해상 조난 사고